# Československá hokejová liga 1983/1984
41. ročník 1983/84 se hrál pod názvem I. liga.

## Herní systém
12 účastníků hrálo v jedné skupině čtyřkolově systémem každý s každým.
Kvalifikace o I. ligu se hrála dvoukolově systémem každý s každým za účasti posledního týmu I. ligy a vítězů obou národních lig (Poldi SONP Kladno a Plastika Nitra). Kvalifikaci vyhrálo mužstvo Škoda Plzeň a setrvalo tak v lize i pro příští ročník.

## Kompletní pořadí
| Poř. | Tým                       | Zápasy | Výhry | Remízy | Porážky | Skóre   | Body |
| ---- | ------------------------- | ------ | ----- | ------ | ------- | ------- | ---- |
| 1    | Dukla Jihlava             | 44     | 29    | 7      | 8       | 196:109 | 65   |
| 2    | CHZ Litvínov              | 44     | 28    | 5      | 11      | 200:151 | 61   |
| 3    | Tesla Pardubice           | 44     | 22    | 8      | 14      | 150:133 | 52   |
| 4    | Sparta ČKD Praha          | 44     | 19    | 11     | 14      | 141:146 | 49   |
| 5    | TJ Motor České Budějovice | 44     | 19    | 7      | 18      | 144:141 | 45   |
| 6    | Dukla Trenčín             | 44     | 19    | 6      | 19      | 153:143 | 44   |
| 7    | VSŽ Košice                | 44     | 19    | 4      | 21      | 176:174 | 42   |
| 8    | Zetor Brno                | 44     | 15    | 8      | 21      | 129:144 | 38   |
| 9    | Slovan CHZJD Bratislava   | 44     | 14    | 7      | 23      | 147:176 | 35   |
| 10   | TJ Vítkovice              | 44     | 14    | 6      | 24      | 143:201 | 34   |
| 11   | TJ Gottwaldov             | 44     | 14    | 4      | 26      | 130:156 | 32   |
| 12   | Škoda Plzeň               | 44     | 13    | 5      | 26      | 136:171 | 31   |

## Soupisky mužstev

### TJ CHZ Litvínov
Jan Hrabák (2/4,05/-/-),
Miroslav Kapoun (36/3,49/87,4/-), 
Luděk Výborný (21/2,98/-/-) -
Zdeněk Chuchel (43/6/15/28),
Arnold Kadlec (44/10/13/34),
Jordan Karagavrilidis (42/13/12/86),
Vladimír Macholda (42/7/5/24),
František Procházka (34/1/4/20),
Petr Svoboda (18/3/1/20),
Radek Šulc (1/0/1/0),
Eduard Uvíra (43/7/10/24) -
Pavel Burger (8/1/1/0),
Jiří Heinisch (33/6/7/6),
Jaroslav Hübl (43/16/10/38),
Josef Chabroň (43/21/16/6),
Vladimír Jeřábek (43/18/22/31),
Kamil Kašťák (41/10/5/2),
Jindřich Kokrment (35/6/16/22),
Vladimír Kýhos (35/12/33/48),
Vladimír Růžička (44/31/23/50),
Karel Svoboda (42/12/8/-),
Jan Tábor (41/4/3/12),
Miloš Tarant (43/7/13/18),
Jiří Vozák (39/4/4/16),
Zdeněk Zíma (38/5/14/34)

### TJ Zetor Brno
František Jelínek (17/4,25/-/-),
Karel Lang (31/2,74/90,6/-) –
Ernest Baráth (20/0/0/6),
Milan Figala (38/4/6/50),
Milan Florian (42/0/7/12),
Vladimír Galko (9/1/1/10),
Vladimír Jokl (11/2/1/12),
Zdeněk Moučka (41/1/7/12),
Lubomír Oslizlo (44/1/8/51),
Jiří Paška (35/1/8/22),
Roman Smrček (4/0/0/0),
Otto Železný (42/2/4/16) –
Zdeněk Balabán (44/7/13/14),
Zdeněk Berger (6/0/0/0),
Jiří Broušek (26/11/5/4),
Petr Havelka (3/0/0/2),
Libor Havlíček (25/4/6/20),
Petr Hubáček (42/17/12/36),
Jaromír Korotvička (44/15/4/28),
Petr Kučírek (41/9/11/10),
Emil Ludíkovský (10/0/0/4),
Karel Nekola (20/5/1/4),
Jiří Otoupalík (34/10/4/33),
Alexandr Prát (35/10/14/36),
František Šebela (44/18/14/18),
Jaroslav Ševčík (32/2/4/24),
Ladislav Trešl (41/11/12/12) –
trenéři Rudolf Potsch a František Vaněk

### TJ Gottwaldov
Jiří Králík (24/3,42/87,7/-),
Libor Nuzík (11/3,40/-/-/),
Ivo Pešat (19/3,85/-/-) -
Zdeněk Albrecht (41/3/4/16/-22),
Luděk Čajka (44/3/2/36/-3),
Jindřich Korph (37/7/3/28/-11),
Miroslav Kořený (43/10/9/52/-17),
Miroslav Michalovský (10/0/2/10/-),
Gustav Peterka (33/1/2/22/-13),
Miloslav Sedlák (43/6/7/8/-13),
Antonín Stavjaňa (5/0/1/0/3),
Zdeněk Venera (33/3/6/26/-3),
Ladislav Zavrtálek (41/2/2/26/-7) -
Karel Buřič (36/8/6/22/0),
Zdeněk Čech (42/13/10/14/-7),
Milan Dobiášek (41/13/7/24/8/),
Pavel Hulva (26/2/3/6/-10),
Miroslav Chalánek (43/9/8/10/9),
Pavel Jiskra (38/5/11/4/-2),
Tomáš Kapusta (11/0/2/0/-),
Vladimír Kocián (33/9/9/37/-20),
Pavel Mezek (30/10/6/10/-10),
František Pecivál (27/4/1/22/-4),
Luděk Pelc (43/6/10/18/-16),
Miloš Říha (3/0/1/2/-),
Jaroslav Santarius (34/5/0/26/-2),
Michal Tomek (12/2/1/2/-),
Vlastimil Vajčner (33/2/8/20/-12),
Jiří Vodák (40/7/9/18/-6)
Poznámky:
- údaje v závorce za jménem (počet utkání/góly/asistence/trestné minuty/bilance +/-), u brankářů (počet utkání/průměr obdržených gólů na utkání/% úspěšnosti/trestné minuty)

## Kvalifikace o 1. ligu
| Poř. | Tým               | Zápasy | Výhry | Remízy | Porážky | Skóre | Body |
| ---- | ----------------- | ------ | ----- | ------ | ------- | ----- | ---- |
| 1.   | TJ Škoda Plzeň    | 4      | 3     | 0      | 1       | 14:14 | 6    |
| 2.   | Poldi SONP Kladno | 4      | 1     | 2      | 1       | 14:11 | 4    |
| 3.   | Plastika Nitra    | 4      | 0     | 2      | 2       | 8:11  | 2    |

## Nejproduktivnější hráči sezóny
| Poř. | Hráč             | Mužstvo                   | Utkání | Branky | Asistence | Body |
| ---- | ---------------- | ------------------------- | ------ | ------ | --------- | ---- |
| 1    | Vladimír Růžička | CHZ Litvínov              | 44     | 31     | 23        | 54   |
| 2    | Vladimír Caldr   | TJ Motor České Budějovice | 38     | 26     | 25        | 51   |
| 3    | Vincent Lukáč    | VSŽ Košice                | 41     | 30     | 20        | 50   |
| 4    | Jiří Lála        | TJ Motor České Budějovice | 44     | 26     | 24        | 50   |
| 5    | Jiří Hrdina      | Sparta ČKD Praha          | 44     | 16     | 33        | 49   |
| 6    | František Černík | TJ Vítkovice              | 44     | 25     | 23        | 48   |
| 7    | Dušan Pašek      | Slovan CHZJD Bratislava   | 40     | 28     | 19        | 47   |
| 8    | Petr Rosol       | Dukla Jihlava             | 44     | 26     | 19        | 45   |
| 9    | Dárius Rusnák    | Slovan CHZJD Bratislava   | 40     | 23     | 22        | 45   |
| 10   | Vladimír Kýhos   | CHZ Litvínov              | 35     | 12     | 33        | 45   |

## Zajímavosti
- Nejlepší ligový střelec:  Vladimír Růžička - 31 gólů
- Dukla Jihlava měla pasivní bilanci s CHZ Litvínov - vzájemné zápasy 2:4, 3:5, 4:6, 11:5.

## Rozhodčí

### Hlavní
- Alexander Aubrecht
- Jiří Adam
- Oldřich Brada
- Stanislav Gottwald
- Milan Jirka
- Milan Kokš
- Jiří Lípa
- Juraj Okoličány
- Peter Peterčák
- František Pěkný
- Karel Říha
- Jiří Šrom
- Vladimír Šubrt
- Ivan Šutka
- Jozef Vrábel

### Čároví
- Ivan Beneš -  Miloš Grúň
- Roman Bucala -  Boris Janíček
- František Duba -  Luboš Vyhlídko
- Alexander Fedoročko -  Jan Šimák
- Josef Furmánek -  Miroslav Lipina
- Jozef Kriška -  Slavomír Caban
- Václav Les -  Ladislav Rouspetr
- Tomáš Malý -  Ivan Koval
- Mojmír Šatava -  Vítězslav Vala
- Zdeněk Bouška -  Jindřich Simandl
- Jan Tatíček -  Jiří Brunclík
- Martin Horský -   Jozef Zavarský
- Milan Trněný -   Pavel Freund